# لين ديوك
لين ديوك (بالإنجليزية: Lynne Duke)‏ هي صحفية أمريكية، ولدت في 29 يوليو 1956، وتوفيت في 19 أبريل 2013.